# Costa-kolibri
A Costa-kolibri vagy kaliforniai kolibri (Calypte costae) a madarak osztályának sarlósfecske-alakúak (Apodiformes)  rendjébe és a kolibrifélék (Trochilidae) családjába tartozó faj.

## Rendszerezése
A fajt Jules Bourcier francia ornitológus írta le 1839-ben, az Ornismya nembe Ornismya Costæ néven.

## Előfordulása
Észak-Amerika nyugati részén, Kalifornia és Arizonától, Mexikó északnyugati részéig honos.
Természetes élőhelyei a szubtrópusi és trópusi gyepek, szavannák, cserjések és sivatagok, valamint vidéki kertek és városi régiók. Vonuló faj.

## Megjelenése
Testhossza 9 centiméter. A hím torokfoltja és homloka fémes lila színű, testének többi része zöld. A tojó tombább színezetű és valamivel nagyobb, mint a hím.
|  |  |

## Életmódja
Nektárral, virágporral és rovarokkal táplálkozik. Jellemző e fajra, hogy a két virágnál tett látogatás között egy ideig siklórepülést végez.

## Szaporodása
A nászrepülés során a hímek függőleges ovális hurkokat írnak le a levegőben, miközben magas hangú, panaszos füttyöket hallatnak. A tojó egymaga építi csésze alakú fészkét bokrokra vagy kisebb fákra, puha növényi anyagokból.
Fészekalja 2 tojásból áll, melyen 14-19 napig kotlik. A fiókákat a tojó egyedül neveli fel.

## Természetvédelmi helyzete
Az elterjedési területe nagyon nagy, egyedszáma pedig stabil. A Természetvédelmi Világszövetség Vörös listáján nem fenyegetett fajként szerepel.